# Кароліна Качоровська
Кароліна Маріампольська, в шлюбі Качоровська (26 вересня 1930, Станіслав — 21 серпня 2021) — польська вчителька та емігрантка, активістка. Перша леді Польщі (1989—1990) у шлюбі з останнім президентом Республіки Польща в еміграції Ришардом Качоровським.

## Життєпис
Дочка Францишека та Розалії. Під час радянської окупації (1939—1941) її родину депортували до Сибіру. Її батько був у трудовому таборі, після амністії він вступив до польської армії. Покинувши СРСР та евакуювавшись до Персії, вона розділила долю «мандрівних дітей» в Азії та Африці — у селищі Коджа в Уганді, де ходила до польської школи. 
Після прибуття до Великої Британії закінчила Лондонський університет. Потім працювала вчителькою, також присвятила себе польському скаутингу у вигнанні, під час якого познайомилася з Ришардом Качоровським. Одружилася з ним 19 липня 1952 року в Лондоні. Народила доньок Аліцію (у шлюбі Янковська) та Ядвігу Ягоду (у шлюбі Шульцем), мала п'ять онуків. 
Разом із чоловіком брала активну участь у суспільному житті польських емігрантів та у благодійній діяльності Союзу польських жінок Великої Британії.
10 квітня 2010 року мала взяти участь у відзначенні 70-ї річниці катинського різні, але через хворобу відмовилася від участі в урочистостях. Тож чоловік у подорож один і загинув катастрофі президентського літака Ту-154 Ту-154.

## Нагороди
На президентських виборах 2010 та 2015 років підтримала кандидатуру Броніслава Коморовського. Наказом від 15 серпня 2012 року вона була нагороджена Командорським хрестом Ордену Відродження Польщі.